# Актовегін
Актовегін — лікарський препарат, який за своїм хімічним складом є депротеїнізованим гемодериватом із крові телят, та випускається у вигляді різноманітних форм для перорального, парентерального (внутрішньом'язового та внутрішньовенного) та місцевого застосування (кремів, мазей та очного гелю). Актовегін є генеричним препаратом торговельної марки «Солкосерил», який зі слів виробника, уперше був зареєстрований у Німеччині у 1976 році. Реальна ефективність препарату у відповідності критеріям доказової медицини не доведена, оскільки більшість клінічних досліджень, згідно яких оцінювався актовегін, не були повноцінними з точки зору доказової медицини. Натепер даний препарат зареєстрований лише в Китаї, Південній Кореї, колишніх республіках СРСР (у тому числі Росії, Україні, Білорусі), країнах Балтії (Литві, Латвії та Естонії) (зі слів виробників, препарат також зареєстрований у Австрії та Румунії, але зі значно вужчими показами до застосування). У багатьох країнах, включно із США та Канадою, актовегін заборонений до використання, а спроба його ввезення та застосування на території США є кримінальним злочином. При використанні препарату існує гіпотетичний ризик розвитку хвороби Кройцфельда — Якоба.

## Фармакологічні властивості та медичне застосування
Актовегін — лікарський препарат, який за своїм хімічним складом є депротеїнізованим гемодериватом із крові телят. Механізм дії препарату, згідно кількох експериментальних досліджень, полягає у пригніченні ферменту АДФ-рибозил-полімерази, що міститься у крові телят, та має дію, подібну до тіоктової кислоти. Згідно інформації виробника, актовегін має нейропротекторний та метаболічний ефект, має здатність знижувати пошкоджуючу дію оксидативного стресу, запобігати апоптозу нейронів, сприяє пришвидшенню засвоєння кисню та глюкози, знижує симптому діабетичної полінейропатії (болі колючого характеру, припікання, парестезій, оніміння в нижніх кінцівках), збільшує концентрацію в крові АТФ, АДФ, фосфокреатину, глутамату, аспартату, гамма-аміномасляної кислоти. Згідно частини експериментальних досліджень на щурах, актовегін не має значної частини із заявлених лікувальних властивостей. Згідно інформації виробника, фармакокінетичну характеристику препарату дати неможливо у зв'язку із тим, що він складається із природних компонентів, присутніх в організмі людини, і тому звичайними методами не можна оцінити всмоктування, розподіл та виведення препарату з організму.
У країнах, де зареєстрований актовегін, він застосовується для симптоматичного лікування метаболічних та судинних захворювань головного мозку (у тому числі інсультів та черепно-мозкових травм); діабетичної полінейропатії; порушень периферичного кровообігу та їх ускладнень (трофічні виразки, артеріальна ангіопатія); для заживлення ран, пролежнів та опіків; для профілактики та лікування променевих уражень шкіри при проведенні променевої терапії. Зокрема, в Австірії він зареєстрований лише для симптоматичного лікування деменції та діабетичної полінейропатії та згідно з інструкцією препарату не застосовується для лікування інсультів та периферичних судинних розладів.
У країнах, де зареєстрований актовегін, проводились клінічні дослідження із залученням незначної кількості пацієнтів із метою вивчення ефективності застосування препарату при стенокардії та при захворюваннях кишечнику (в тому числі хворобі Крона, неспецифічному виразковому коліті) (в обидвох випадках дослідження не повністю відповідали принципам доказової медицини). Повноцінними з точки зору доказової медицини (хоча й із залученням незначної кількості учасників) були два дослідження препарату — для лікування діабетичної нейропатії та для профілактики і лікування орального мукозиту після проведення хіміотерапії назофарингеальної карциноми. Невелике клінічне дослідження також показало ефективність місцевого застосування актовегіну для лікування розтягнень м'язів у спортсменів. Актовегін застосовується переважно у Росії, Україні та інших колишніх радянських республіках, і на цей ринок припадає 70 % світового продажу препарату, а в Україні актовегін стабільно входить у п'ятірку найбільш продаваних лікарських препаратів. У Росії актовегін, часто під впливом активної реклами медичних представників, широко призначають і при вагітності, хоча офіційна інструкція компанії-виробника рекомендує застосовувати препарат при вагітності з обережністю. На закидиди про відсутність клінічних досліджень актовегіну керівник представницства «Nycomed» в Росії відповів, що не бачить у них потреби, так як у Росії законодавчо це не обумовлено, а препарат часто призначається російськими лікарями. Враховуючи спосіб виробництва препарату, та відсутність реєстрації в провідних європейських країнах та США, в Україні виробника препарату — компанію «Takeda» звинувачували в незаконній реєстації актовегіну як лікарського препарату, а не БАД, що призвело навіть до проведення обшуку в приміщенні офісу в компанії у Києві співробітниками СБУ та МВС. Широке застосування актовегіну в неврології, згідно деяких джерел, ймовірно могло призвести до збільшення кількості випадків деменції у тих країнах, де застосовується препарат, хоча частина вчених заперечує цей факт.
У 2017 році було проведене клінічне дослідження «ARTEMIDA» серед пацієнтів старше 60 років, які перенесли інсульт та яким призначали актовегін. Дослідження було проведене за участі представників виробника компанії «Takeda», а також профінансоване цією компанією. Вибірка склала 503 пацієнти з 33 лікарень Росії, Білорусі та Казахстану. За даними цього дослідження, актовегін покращує когнітивні навички хворих після інсульту, якщо прийом препарату триває не менше шести місяців.
Актовегін випускається під даною назвою у Австрії, Росії та Україні на сумському заводі компанії «Кусум Фарм», де проходить пакування препарату У Німеччині препарат випускається під торговою маркою «Солкосерил» на заводі фірми «Valeant Pharmaceuticals». У Білорусі препарат випускається під торговою маркою «Церегін».

## Побічна дія
При застосуванні актовегіну, згідно інформації виробника, найчастішими побічними ефектами є:
- З боку шкірних покривів та алергічні реакції — висипання на шкірі, свербіж шкіри, набряк Квінке, гіперемія шкіри, гіпергідроз, гарячка, анафілактичний шок, кропив'янка, набряк шкіри або слизових оболонок.
- З боку нервової системи — головний біль, запаморочення, втрати свідомості, збудження, тремор, парестезії.
- З боку травної системи — біль у животі, нудота, блювання, діарея.
- З боку серцево-судинної системи — тахікардія, задишка, болі в грудній клітці, акроціаноз, артеріальна гіпотензія або гіпертензія.
- З боку дихальної системи — тахіпное, відчуття стискання в грудній клітці, ускладнення дихання, ускладнення ковтання, біль у горлі.
- З боку опорно-рухового апарату — міалгії, артралгії, біль у попереку.

Імовірним побічним ефектом актовегіну у зв'язку із видом сировини, з якої виготовляється препарат, є хвороба Кройцфельда — Якоба та інші пріонові хвороби, оскільки у країнах, де переважно виробляється даний препарат — Німеччині та Австрії — спостерігається висока поширеність пріонних хвороб серед великої рогатої худоби.

## Протипокази
Згідно інформації виробника, актовегін протипоказаний при підвищеній чутливості до препарату або його компонентів, набряку легень, олігурії та анурії, декомпенсованій серцевій недостатності, затримці рідини в організмі. З обережністю рекомендовано застосовувати препарат при гіперхлоремії, гіпернатріємії, при вагітності (описані летальні випадки при застосуванні препарату при вагітності). Препарат не рекомендовано застосовувати в дитячому віці.

## Форми випуску
Актовегін випускається у вигляді таблеток та драже по 0,2 г; 4 % розчину для ін'єкцій в ампулах по 2, 5 та 10 мл; 10 % та 20 % розчину для інфузій у флаконах по 250 мл; 5 % нашкірних крему та мазі у тубах по 20 г; 20 % гелю для офтальмологічного застосування по 5 г та 20 % нашкірного гелю у тубах по 20 г.

## Скандали, пов'язані з використанням актовегіну
У 2000 році під час проведення велоперегонів «Тур де Франс» Ленс Армстронг був звинувачений у використанні актовегіну для покращення спортивних результатів, у зв'язку із чим даний препарат у 2000—2001 роках МОК заборонив його використання у спортсменів.